# The Cat Empire
The Cat Empire és una formació musical de jazz i ska, formada l'any 1999 a Melbourne (Austràlia). Està composta per dues veus masculines, dues trompetes, trombó, saxofon, bateries, teclats, i un DJ, així com altres instruments. El seu so es descriu sovint com una fusió de jazz, ska, funk i rock amb fortes influències llatines. El conjunt ha viatjat per tota Austràlia, els EUA i Europa i ha publicat cinc àlbums; els primers dos han arribat a l'estatus de doble platí i el tercer va rebre un premi de música d'ària com a millor àlbum mundial. El seu quart àlbum, So Many Nights, es llançà el 22 de setembre de 2007. La seva cançó, "Sly", fou presentada per EA Sports com la banda sonora del videojoc FIFA'08 i ha venut 3 milions de còpies a escala mundial.
The Cat Empire està formada per Ollie McGill (piano, teclats, i acompanyaments vocals), Ryan Monro (baix, contrabaix i acompanyaments vocals), Felix Riebl (percussió i veus), Harry James Angus (trompeta i veus), Will Hull-Brown (bateria) i Jamshid "Jumps" Khadiwhala (scratches, percussió). També repeteixen sovint col·laboracions amb músics convidats. Un tema recurrent de la seva música és un rebuig del materialisme excessiu, la guerra i la intolerància, i una abraçada entusiasta a la diversitat cultural i la vida simple i despreocupada. El conjunt tracta els seus admiradors amablement, fent equips promocionals per a les tasques com enviar personalment missatges i postals autografiades a membres dels seus voluntaris a través d'Austràlia.
El nom del conjunt prové d'un dibuix del germà més jove de Felix Riebl, Max, i la distintiva icona d'ull de gat, conegut com a "Pablo", va ser creada per Ian McGill, el pare d'Ollie McGill.

## Formació
A partir de 2007, The Cat Empie, està constituït per:
- Felix Riebl (Veus principals, percussió, chariotti)
- Harry James Angus (Veus principals, trompeta);
- Ollie McGill (piano, teclat, enregistradora, campanes tubulars, vocals de suport, melòdica)
- Ryan Monro (contrabaix, baix elèctric, acompanyaments vocals)
- Will Buc Jamshid Morè (tambors)
- Khadiwhala (plats, pandereta, clave, també danses)
- Kieran Conrau (trombó)
- Ross Irwin (trompeta, flugelhorn, acompanyaments vocals)
- Carlo Barbaro (saxofon)
- The Empire Dancers
  - Fai Khadiwhala
  - Anthony (Bboy Lamaroc)
  - Carlos (Bboy Pepito)
  - Keith (hiptacular) Dimech
  - DJ Rude Bouy.
  - Benny 'BJ' Riley

## Discografia
Àlbums

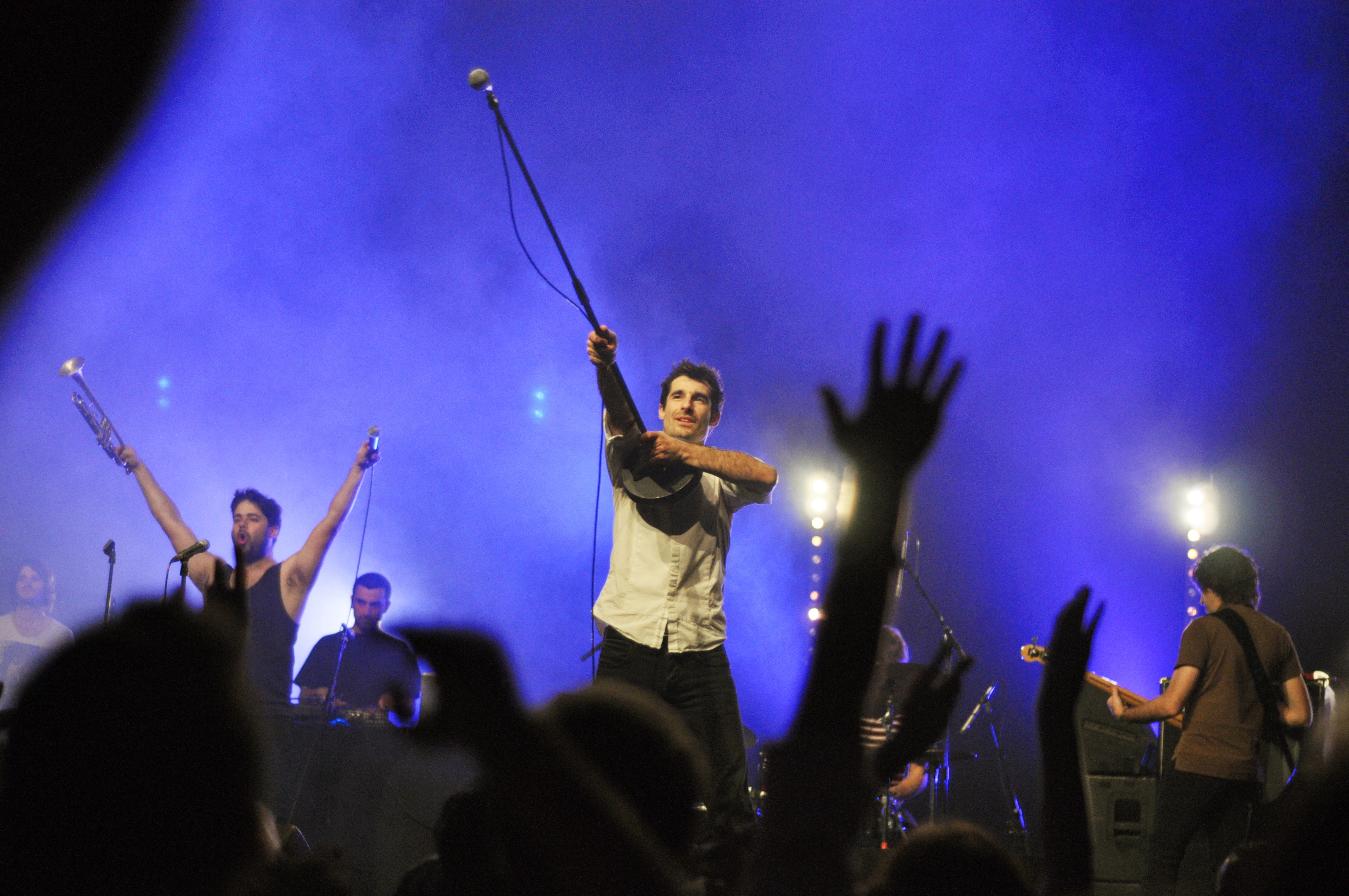
The Chariot: "our weapons were our instruments".

- The Cat Empire (2003) - #15 Austràlia
- Two Shoes (2005) - #1 Austràlia
- Cities: The Cat Empire Project (2006) - #11 Austràlia
- So Many Nights (2007) - #2 Australia
- Cinema (2010) - #3 Austràlia
- Steal the light (2013)
- Rising with the sun (2016)

Singles
De “The Cat Empire”
- "Hello" (2003) - #12 New Zealand (no commercial Australian release)
- "Days Like These" (2004) - #37 Austràlia
- "The Chariot" (2004) - #34 Austràlia

De “Two Shoes”
- "Sly" (2005) - #23 Austràlia
- "The Car Song" (2005) - #46 Austràlia
- "Two Shoes" (2005) - #49 Austràlia

De “So Many Nights”
- "No Longer There" (2007) - #12 Austràlia
- "So Many Nights" (2007)
- "Fishies" (2007)

De "Cinema"
- "Feeling's Gone" (2010)
- "Falling" (2010)